# Diecéze Des Moines
Diecéze Des Moines (Latina Dioecesis Desmoinensis, Angličtina Diocese of Des Moines) je římskokatolická diecéze rozkládající se jihozápadní Iowa. Založena byla v roce 1911 a společně s metropolitní arcidiecézí Dubuque a diecézemi Davenport, a Sioux City tvoří Církevní provincii Dubuque. Biskupství i katedrála sv Ambrož se nacházejí ve městě Des Moines, současným biskupem je od roku 2008 Richard Pates.

## Základní data
Diecéze o rozloze 32 223 km² je rozdělena do 82 farností, které spravuje 205 diecézních a 33 řádových kněží a 58 trvalých jáhnů. Mezi 742 190 obyvateli je 91 347 (12 %) registrovaných katolíků.

## Historie
Diecéze Des Moiines byla založena papežem Pius X. 12. srpen 1911. Jejím prvním biskupem byl Austin Dowling.
Seznam biskupů od založení v roce 1911 až po dnešek:
1. Austin Dowling (1912–1919) jmenován arcibiskupem Svatý Pavel
2. Thomas William Drumm (1919–1933) zemřel v úřadu
3. Gerald Thomas Bergan (1934–1948) jmenován arcibiskupem Omaha
4. Edward Celestin Daly, O.P. (1948–1964) zemřel v úřadu
5. George Biskup (1965–1967) jmenován arcibiskupem Indianapolis
6. Maurice John Dingman (1968–1986) odešel do důchodu
7. William Henry Bullock (1987–1993) jmenován biskupem Madison
8. Joseph Leo Charron, C.Pp.S. (1993–2007) odešel do důchodu
9. Richard Pates (od 2008)